# ویکی میکی
ویکی میکی (انگلیسی: Weki Meki; کره‌ای: 위키미키؛ اختصاری: وی‌می (WEME) یا دبلیوکی‌ام‌کی (WKMK)) گروه دخترانهٔ اهل کره جنوبی شکل گرفته توسط فنتجیو است. این گروه متشکل از هشت عضو است: سویون، الی، یوجونگ، دویون، سه‌ای، لوآ، رینا و لوسی.

## اعضا
- سویون (کره‌ای: 지수연) — لیدر[۲][۳]
- الی (کره‌ای: 엘리)[۴]
- یوجونگ (کره‌ای: 최유정)[۵]
- دویون (کره‌ای: 김도연)[۶]
- سه‌ای (کره‌ای: 세이)[۷]
- لوآ (کره‌ای: 루아)[۸]
- رینا (کره‌ای: 리나)[۹]
- لوسی (کره‌ای: 루시)[۱۰]